# آلتو دو رودریگاس
التو دو رودریگاس (به پرتغالی: Alto do Rodrigues) یک سکونتگاه مسکونی در برزیل است که در ریو گرانده شمالی واقع شده‌است.